# Lopidea salicis
Lopidea salicis är en insektsart som beskrevs av Knight 1917. Lopidea salicis ingår i släktet Lopidea och familjen ängsskinnbaggar. Inga underarter finns listade i Catalogue of Life.